# 小行星8668
小行星8668（英語：8668 Satomimura）是一颗围绕太阳公转的小行星。1991年4月16日，大友哲、村松修在藤枝市发现了此天体。
这颗小行星的绝对星等为195.280704789655等。